# Hemiphyllodactylus aurantiacus
Hemiphyllodactylus aurantiacus е вид влечуго от семейство Геконови (Gekkonidae).

## Разпространение
Видът е разпространен в Индия (Андхра Прадеш, Карнатака и Тамил Наду).